# Loi Mahoux sur l'interdiction des sous-munitions
Une proposition de loi interdisant les armes à sous-munitions de Philippe Mahoux (parti socialiste belge) a été adoptée par la Belgique le 16 février 2006, c'est le premier pays à adopter une telle loi.
Cette interdiction a force de loi en Belgique depuis le 18 mai 2006.

## Adoption de la proposition
Le 16 juin 2005, le Sénat avait déjà adopté la proposition « Mahoux » d'interdiction du financement de la fabrication, l'utilisation ou la détention de mines antipersonnel, ce projet fut examiné en décembre 2006 par la commission des Finances de la Chambre (Doc. Sénat 3-834/1 à 6; Chambre 51-1879/1).
Au moment de l'adoption de cette loi, la Belgique est le seul État à avoir légiféré au sujet des armes à sous-munitions.

## Dispositions de la loi
Toute institution finançant directement ou indirectement une entreprise dont l'activité, ne fût-ce qu'accessoire, consiste à fabriquer, utiliser ou détenir des mines antipersonnel, devient pénalement responsable en Belgique. 
Ces activités sont maintenant délictueuses et assimilées à du blanchiment d'argent et du financement du terrorisme. 
Le texte dit aussi qu'une institution financière octroyant une ligne de crédit à une entreprise devra lui soumettre une déclaration par laquelle celle-ci confirme que le financement ne couvrira pas la fabrication de mines antipersonnel. 
Si un conglomérat sollicite un financement pour ses activités en Belgique, alors que l'une de ses filiales à l'étranger est activement impliquée dans la fabrication, l'utilisation ou la détention de mines antipersonnel, il devra confirmer par déclaration qu'il ne destinera pas les crédits octroyés en Belgique à la filiale en question.
Les fonds indiciels boursiers de portefeuilles reprenant les indices boursiers très cotés à travers le monde ne sont cependant pas concernés par le texte, car fluctuant et peu traçables.
C'est mi-décembre 2006, que le parlement a examiné un autre projet du sénateur Philippe Mahoux visant à interdire les sous-munitions.La Belgique va plus loin avec l'interdiction du financement des sous-munitions et des mines antipersonnel. 
Une « liste Mahoux » (du nom de l'auteur de la loi), publique, répertoriera les entreprises (belges ou étrangères) exerçant des activités liées aux mines antipersonnel et aux sous-munitions et mise régulièrement à jour, que les institutions financières belges devront systématiquement consulter avant d'octroyer tout financement.